# Królewska Policja Bezpieczeństwa
Królewska Policja Bezpieczeństwa (rum. Direcția Generală a Poliției de Siguranță, dosłownie Dyrekcja Generalna Policja Bezpieczeństwa, znana także jako Siguranță) – istniejąca w latach 1921–1944 rumuńska policja polityczna. Zwalczała wrogów Monarchii Rumuńskiej.
Po II wojnie światowej i dojściu do władzy rumuńskich komunistów wielu funkcjonariuszy Siguranţă przeszło do komunistycznej policji politycznej – Securitate.